# Xue Susu
Xue Susu, född 1564, död 1650, var en kinesisk kurtisan och konstnär. 
Hon är känd som poet och målare av buddistiska motiv.